# Chris van der Windt
Christophe van der Windt (Sint-Jans-Molenbeek, 22 augustus 1877 – Leiden, 7 februari 1952) was een Nederlands kunstschilder.
Chris van der Windt was een zoon van Arij van der Windt en Anna Christina Kragt. Zijn vader was meubelfabrikant. Van der Windt wordt gerekend tot de Leidse Impressionisten, een groep schilders die ook wel met Leidse School wordt aangeduid. Andere Leidse Impressionisten zijn: Arend Jan van Driesten, Willem van der Nat, Lucas Verkoren, Johannes Cornelis Roelandse en Alex Rosemeier.
In de Stedelijk Museum De Lakenhal in Leiden hangen verscheidene werken van Chris van der Windt. Zijn broer Laurent van der Windt (1878 - 1916) was ook kunstschilder.

## Galerij

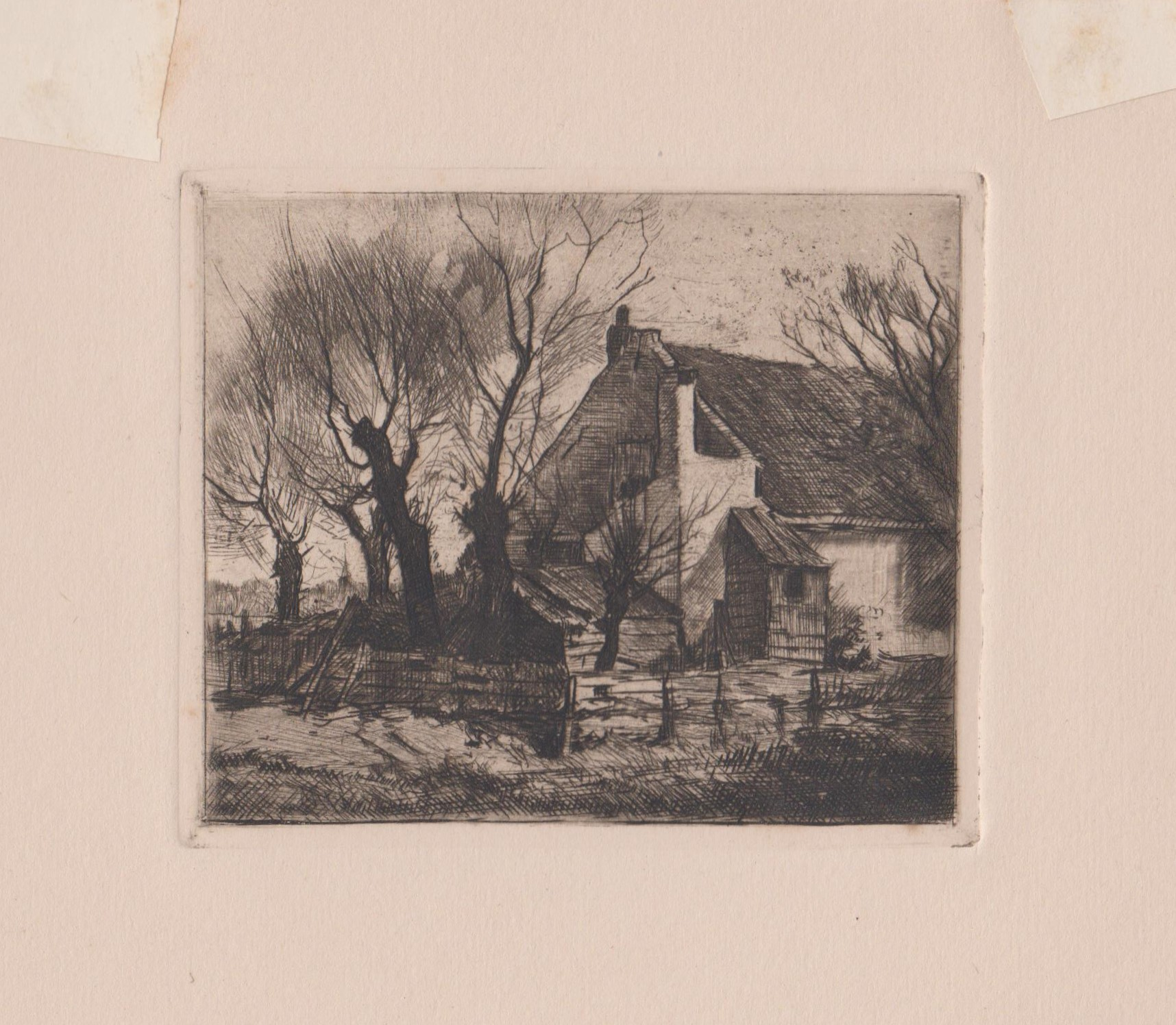
Woning met knotwilgen (ets)
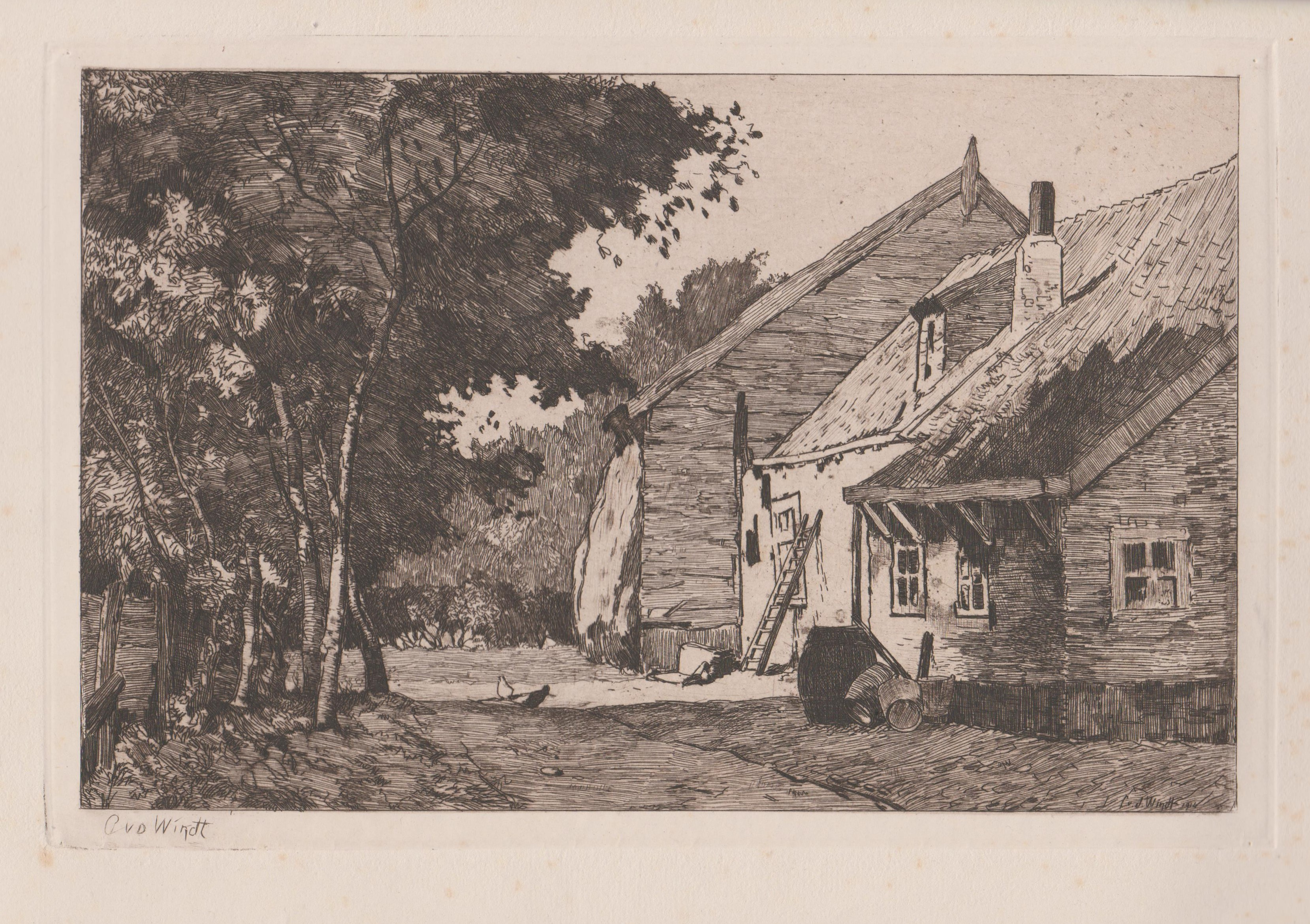
Boerenerf (ets, 1914)

## Publicatie
- Veldpape, Elsbeth (1996). Chris van der Windt. 1877-1952. Stichting Kunstkring Groenoord, Oegstgeest. ISBN 90-802721-2-4.

- Bibliothèque nationale de France: cb135625983 (data)
- Biografisch Portaal: 94862890
- Gemeinsame Normdatei: 12168041X
- International Standard Name Identifier: 0000 0000 6680 6809
- Library of Congress Control Number: nr97026297
- Nederlandse Thesaurus van Auteursnamen: 155538659
- RKD-Nederlands Instituut voor Kunstgeschiedenis: 84917
- Système universitaire de documentation: 052543714
- Union List of Artist Names: 500069652
- Virtual International Authority File: 18085118
- WorldCat: E39PBJtcBTGd7mmkBhWhJXth73